# Пфаффінг
Пфаффінг (нім. Pfaffing) — громада в Німеччині, розташована в землі Баварія. Підпорядковується адміністративному округу Верхня Баварія. Входить до складу району Розенгайм. Центр об'єднання громад Пфаффінг.
Площа — 35,39 км2. Населення становить 4236 ос. (станом на 31 грудня 2020).